# Phantom Blood
 (décembre 2024).
- Si vous ne connaissez pas le sujet, laissez ce bandeau (vous pouvez alors contacter les auteurs).
- Si vous supprimez le contenu mis en cause (vous pouvez préalablement contacter les auteurs),

argumentez précisément cette suppression dans la page de discussion
(un manque de référence n'est pas un argument ; une recherche réelle de référence doit avoir été effectuée, être formellement documentée).
Phantom Blood (ファントムブラッド, Fantomu Buraddo), connu initialement sous le nom 1re partie : La jeunesse de Jonathan Joestar (第1部 ジョナサン·ジョースター ―その青春―, Dai Ichi Bu Jonasan Jōsutā Sono Seishun), est la première partie du manga JoJo's Bizarre Adventure écrit et dessiné par Hirohiko Araki. Elle a été publiée en 1987 dans le magazine Weekly Shōnen Jump et comporte 44 chapitres compilés dans les volumes 1 à 5. La version française a d'abord été publiée en intégralité par J'ai lu, et est éditée par Tonkam depuis juillet 2014.
L'intrigue se déroule à la fin du XIXe siècle en pleine Angleterre victorienne. Lord Joestar voit arriver dans sa maison le jeune Dio Brando, le fils de l'homme qu'il croit lui avoir sauvé la vie. Reconnaissant, il l'adopte après la mort de son père, mais le jeune homme s'avère ambitieux et n'a pour seul but que de s'emparer de la fortune des Joestar. Dio fera tout pour nuire et humilier Jonathan, le fils de Lord Joestar, afin de le détruire psychologiquement et atteindre son but.
Cette partie a été adaptée en un film d'animation en 2007 ainsi qu'en série télévisée d'animation de neuf épisodes par le studio David Production entre octobre et novembre 2012. En 2024, elle est adaptée en comédie musicale.

## Synopsis

### Introduction (Ch. 1)
Entre le XIIe et le XVIe siècle, une tribu Aztèque se livre à un rituel païen grâce à un étrange masque de pierre. Via un sacrifice, des aiguilles sortent de l'objet et le porteur semble obtenir une force hérculéenne.
Des années plus tard, en 1881, Dio Brando, un garçon de 12 ans est confié à la famille anglaise de George Joestar dit Lord Joestar. En 1868, son père, Dario Brando, un petit voleur, fut témoin d'un accident de calèche. Les seuls survivants étaient Lord Joestar et son fils, Jonathan, encore bébé. Pensant qu'ils étaient morts, le Père Brando commença à les dépouiller mais par quiproquo, George crut qu'il tentait de les aider. Le Lord se montra généreux avec son "bienfaiteur" et promit de s'occuper de son fils s'il venait à décéder.
À la suite de la mort de son paternel, Dio part pour la résidence du Lord où il y fait la rencontre de Jonathan surnommé "Jojo". Son but est clair : s'accaparer la fortune de George et écarter Jonathan de la succession.

### Dio l'Envahisseur (Ch. 1–17)
Dès son arrivée, Dio se montre froid envers Jojo et n'hésite jamais à le rabaisser devant son père. Dio excelle dans de nombreux domaines et n'hésite pas à colporter des rumeurs pour le briser psychologiquement. Jojo se retrouve avec pour seul compagnon, son fidèle chien, Danny. Un jour, Erina, une jeune fille qu'il avait défendu face à des voyous, vient le remercier. Les deux adolescents tombent amoureux et se voient souvent en cachette, ce qui n'est pas du goût de Dio. Après un rendez-vous, Dio la coince et pousse l'affront jusqu'à l'embrasser. Il change d'attitude en voyant qu'Erina lave sa bouche à l'eau croupie par amour pour Jonathan et la gifle.
S'en est trop pour Jojo qui fonce à la résidence Joestar pour confronter Dio. Pensant le battre facilement comme les autres fois, Dio est surpris quand il se rend compte que Jonathan prend l'avantage. Pendant le combat, un peu de sang est projeté sur un vieux masque (celui des Aztèques que Lord Joestar a obtenu dans un magasin d'antiquités) ce qui active son mécanisme devant Jojo. Lord Joestar punit ses deux fils pour leur attitude et l'incident est clos mais Dio ne l'entend pas de cette oreille. Quelque temps plus tard, l'un des domestiques allume l'incinérateur et entend des bruits à l'intérieur : il s'agit de Danny, mort, brulé vif.
En 1888, Jonathan est en passe de devenir archéologue grâce à ses études sur le masque de pierre et Dio, juriste. De l'eau a coulé sous les ponts et la hache de guerre semble avoir été enterrée. Si Jojo doute de cette amitié, pour Dio, elle est feinte : il a maintenant l'âge légal de succéder à Lord Joestar. Ce dernier est malade depuis quelque temps et Jonathan découvre, via une lettre du père de Dio, qu'il s'agit des mêmes symptômes. Pour Jojo, tout cela est clair : Dio a empoisonné son père et tente de faire la même chose au sien. Dio tente de l'amadouer mais Jojo se montre inflexible et son frère adoptif dévoile sa vraie nature. Jonathan le projette du premier étage de la résidence et ordonne que personne d'autre que des médecins ne voie son père. Jojo part à Londres espérant ainsi, y trouver le vendeur de poison.
En arrivant à Ogre Street, il est pris à partie par trois voleurs. Speedwagon, leur chef, est impressionné par le courage de ce gentilhomme et le mène jusqu'à l'asiatique, responsable de la maladie de son père. Pendant ce temps, Dio cherche à se débarrasser de Jonathan en utilisant le masque de pierre. Lui aussi a vu les aiguilles sortir de l'objet lorsqu'ils s'étaient battus adolescents et pense qu'il s'agit d'un mécanisme de torture. En ville, il l'essaie sur un clochard qui s'effondre sous la douleur. À la surprise de Dio, son cobaye se relève, transformé en vampire. Le masque éveille des capacités cachées du cerveau. Doté d'une force surhumaine, le mort-vivant commence à vider Dio de son sang. Heureusement, la lumière du soleil le change en poussière et Dio, rentre à la résidence, blessé.
À son retour, il est accueilli par Jojo et des policiers. Dio tente de convaincre Jonathan encore une fois mais Speedwagon ne lui en laisse pas le temps. Démasqué, Dio demande que Jonathan lui passe les menottes mais au dernier moment, sort un poignard et le masque de pierre. Lord Joestar s'interpose et reçoit le coup mortel à la place de son fils. Les policiers tirent sur Dio et le blessent mortellement. Avant de rendre son dernier souffle, George demande à Jojo de n'éprouver aucune haine envers son frère adoptif. En effet, Lord Joestar savait que Dario avait tenté de le voler lors de l'accident mais lui avait pardonné par bonté. C'est alors que Dio revient d'entre les morts grâce au masque et provoque un véritable carnage. Malgré sa force surhumaine, Jojo réussit à l'empaler sur une statue. Le manoir prend feu et Dio, meurt, brûlé. Quelque temps plus tard, Jonathan revoit son amour d'adolescence, Erina, qui l'aide durant sa convalescence à l'hôpital. À la résidence, l'asiatique retrouve le masque parmi les décombres. Pensant en toucher un bon prix, il est attaqué par Dio, toujours en vie mais gravement blessé. Le vampire jure de se venger de Jonathan.

### L'Onde (Ch. 18–37)
Le 1er décembre 1888, espérant retrouver le masque de pierre, Jojo retourne sur les lieux de l'incendie. À la place, il y trouve un étrange italien, Will A Zeppeli. Ce dernier le soigne de ses blessures grâce à l'Onde, une technique basée sur la respiration. Bien maîtrisée, elle dégage la même énergie que celle du soleil et peut vaincre les vampires. Zeppeli lui explique qu'il est lui aussi à la recherche du masque et est persuadé que Dio est toujours en vie. Dans sa jeunesse, Zeppeli et son père parcouraient le monde à bord de leur navire. De retour d'un voyage au Mexique, son père mit le masque et commença à massacrer son équipage. Zeppeli s'enfuit à la nage, poursuivi par le vampire. Son père fut réduit en cendres lorsque le soleil se leva mais le bateau partit à la dérive et fut retrouvé. Depuis, l'italien cherche désespérément le masque maudit.
Jojo devient le disciple de Zeppeli et commence son entraînement. Wang Chan, l'asiatique, devenu un serviteur de Dio, les attaque mais s'enfuit rapidement en découvrant la nouvelle puissance de Jonathan. Le zombie retourne voir son maître à Wind Knight, une ville au sud du pays d'où Dio projette de régner sur le monde. Jojo, Zeppeli et Speedwagon le suivent également mais doivent d'abord affronter Jack l'éventreur, le célèbre tueur en série. L'Onde de Jojo le défait facilement et après avoir sauvé un petit garçon, Poco, Dio ne tarde pas à leur faire face. Zeppeli se jette sur lui mais le vampire a eu le temps de se régénérer et de développer une nouvelle capacité. Pour fonctionner, l'Onde a besoin que le sang circule dans l'organisme. Par simple contact, Dio peut maintenant geler ce qu'il souhaite et Zeppeli ne doit sa survie qu'à l'intervention de Jonathan. Le vampire est maintenant devenu trop fort pour eux et envoie deux chevaliers zombies, Tarkus et Bruford pour les achever. En affrontant Jojo, Bruford retrouve sa noblesse de chevalier et lui remet son épée, Pluck (le Courage) avant de mourir. Tarkus, au contraire, n'est plus qu'une bête assoiffée de sang. Le zombie s'enfuit et enferme Jojo dans une ancienne salle d'entraînement où les deux adversaires sont reliés au cou par une chaîne en acier. Poco s'y introduit et ouvre la porte pour que Speedwagon et Zeppeli puisse prêter main-forte à Jonathan. Tarkus tue Zeppeli qui donne toute son énergie vitale à Jojo avant de succomber conformément à sa destinée.
Des années auparavant, Zeppeli était toujours à la recherche du masque. En Inde, il fut témoin d'une énergie capable de soigner les malades. Le médecin lui expliqua qu'il devait se rendre au Tibet. Il y rencontra le Sage Tonpetty, qui lui prédit la mort s'il s'engageait dans cette voie. Après avoir maîtrisé les secrets de l'Onde, Tonpetty le remit en garde mais Zeppeli souhaita faire face à son destin et lui demanda la manière dont il rendrait son dernier souffle. Grâce à sa nouvelle force, Jojo tue Tarkus. À Wind Knight, il est rejoint par Tonpetty et ses deux disciples, Dire et Straits, qui souhaitent l'aider à affronter son frère.

### Combat final (Ch. 38–44)
Le petit groupe entre dans le château où s'est installé Dio. Après avoir sauvé la grande sœur de Poco, Dire attaque le vampire pour venger Zeppeli et se fait congeler en quelques secondes. Jonathan comprend qu'il ne peut pas vaincre son ennemi en combat à mains nues et utilise Pluck pour diffuser son Onde à travers. Bien que blessé, Dio reste puissant et réussit à geler partiellement son frère. Jojo enflamme alors ses mains et diffuse son Onde directement dans le corps de son adversaire, qui tombe, raide mort, du haut d'un parapet.
À la suite de la défaite de Dio, les derniers zombies sont éliminés et le masque détruit.
Le 7 février 1889, Jonathan entame sa lune de miel avec Erina sur un bateau en direction des États-Unis. Au cours du repas, Jonathan reconnaît Wang Chan. Jojo poursuit le chinois dans la salle des machines où il découvre que Dio a survécu. Juste avant que son corps ne soit détruit, le vampire s'est coupé la tête et son fidèle serviteur l'a recueilli. Dio ne souhaite plus tuer son frère mais s'emparer de son corps, le seul qui mérite qu'il habite. Via ses yeux, il projette un fluide qui atteint la gorge de Jonathan et l'empêche de générer l'Onde. Pour couper court à toute retraite, Wang Chan a également transformé la plupart des membres d'équipages en zombie. Il attaque ensuite Jojo qui lui envoie une dernière Onde dans le corps pour l'obliger à s'accrocher aux pistons, prêts à exploser. Erina qui a vu toute la scène embrasse son mari, prête à mourir avec lui. En entendant les cris d'un bébé, Jonathan lui demande de le sauver, comme sa mère l'avait fait lors de l'accident de calèche. Dio en profite pour tenter de s'emparer du corps de son frère qui le serre de toutes ses forces. Le vampire tente de le convaincre une dernière fois mais se rend compte que Jojo est déjà mort, le sourire aux lèvres. Le bateau explose ne laissant que deux survivants, Erina et le nouveau-né.

### Conclusion (Ch. 44)
Erina est recueillie quelques jours plus tard par un bateau au large des Iles Canaries. Enceinte, elle donne naissance à George II, père de Joseph Joestar, héros de la seconde partie, Battle Tendency.

## Protagonistes
Jonathan Joestar (ジョナサン・ジョースター, Jonasan Jōsutā)
Voix japonaise : Kazuyuki Okitsu, voix française : Simon Herlin
Il s'agit du héros principal de cette première partie. Surnommé JoJo pour les premières syllabes de son nom et de son prénom, Jonathan est le fils d'un riche lord anglais nommé George Joestar. Sa mère est morte dans un accident de voiture, dans lequel George a remercié un petit voleur nommé Dario Brando de lui avoir sauvé la vie et celle de JoJo. Jonathan est un garçon un brin naïf dont la bonté d'âme impressionne ceux qu'il rencontre. Il possède en outre une force cachée qu'il n'hésite jamais à mettre au service de la justice.
George Joestar I (ジョージ・ジョースターI世, Jōji Jōsutā Issei)
Voix japonaise : Tsutomu Isobe, voix française : Philippe Catoire
George Joestar est le père de Jonathan. Il a perdu sa femme dans un accident de voiture où il a rencontré Dario Brando. George pense que Dario lui a sauvé la vie, et adopte Dio en guise de remerciement. Quelques mois après sa convalescence, il est convoqué par la police. Dario a été arrêté en essayant de revendre la bague de mariage de George. A la surprise des forces de l'ordre, George ne porte pas plainte et demande que le voleur soit remis en liberté. Par bonté, George leur explique que si lui aussi avait été pauvre, il aurait sans doute fait la même chose. Il adopte Dio en toute connaissance de cause et tente ainsi, de le sortir de la misère. Affaibli par la maladie, il reçoit un coup de poignard fatal qui était destiné à Jonathan.
Danny (ダニー, Danī)
Danny est le chien dalmatien de Jonathan, acheté par son père alors qu'il était encore chiot. Jonathan, âgé de 5 ans, et Danny ne s'entendaient pas entre eux jusqu'à ce que Jojo manque de se noyer. Danny le sauva et depuis ce jour, les deux compagnons sont les meilleurs amis du monde. Par vengeance, Dio le tuera. Danny sera enterré dans le jardin de la résidence Joestar.
Erina Pendleton (エリナ・ペンドルトン, Erina Pendoruton)
Voix japonaise : Ayako Kawasumi, voix française : Charlotte Hervieux
Erina Pendleton apparaît d'abord comme une petite fille, quand Jonathan l'a sauvé de deux garçons qui l'embêtaient. Quand elle réapparut, elle et Jonathan se fréquentaient, et finissaient par tomber amoureux. Mais peu de temps après, Dio vola le premier baiser d'Erina sauvagement. Humiliée, elle reste loin de Jonathan pendant une longue période, ayant honte de ce que Dio lui a fait. Elle reparle à Jonathan lorsqu'elle soigna Jonathan après son combat contre Dio. Après avoir finalement vaincu Dio en utilisant l'Onde, ils ont ensuite renouvelé leur relation et se sont mariés. Ils ont pris un bateau pour partir en lune de miel en Amérique, mais le voyage fut interrompu par la réapparition de Dio. Lorsque le bateau coule, Jonathan reste pour de tuer Dio. Erina sauve un enfant orphelin et s'échappe. Des années plus tard, elle et son petit-fils, Joseph Joestar, sont les derniers de la famille Joestar, et voyagent à New York car Speedwagon serait mort. Ceci déclenche alors les évènements de Battle Tendency.
Robert E. O. Speedwagon (ロバート・Ｅ・Ｏ・スピードワゴン, Robāto Ī Ō Supīdowagon)
Voix japonaise : Yoji Ueda, voix française : Laurent Sao
Il apparaît d'abord comme un voyou d'Ogre Street. En voyant le dévouement de Jojo, il se range du côté du jeune homme et devient son ami. Il l'aide par la suite à découvrir le complot de Dio pour empoisonner George Joestar. Il reste aux côtés de Jonathan, et l'aide par la suite de toutes les manières pour vaincre son frère adoptif.
Son nom provient du nom d'un groupe de rock américain des années 1970 et 1980, REO Speedwagon.
Will A. Zeppeli (ウィル・Ａ・ツェペリ, Wiru Ē Tseperi)
Voix japonaise : Yoku Shioya, voix française : Vincent Violette
Lorsqu'il était jeune, Will parcourait le monde sur un bateau avec son père. De retour d'un voyage au Mexique, son père mit le masque de pierre et tua tout l'équipage, sauf son fils. Après cet horrible événement, Will parcouru le monde afin de détruire le masque. À la suite de la découverte de l'Onde, il se rendit au Tibet où il devint le disciple de Tonpetty. Cependant, le Sage lui prédit la mort s'il se décidait à devenir son disciple. Will choisit d'affronter son destin et mourra de la main de Tarkus, un chevalier zombie non sans avoir transmis son énergie vitale et ses connaissances à Jojo.
Son nom est dérivé du groupe de rock Led Zeppelin.
Tonpetty (トンペティ, Tonpeti)
Voix japonaise : Tamio Ōki, voix française : Benoit Allemane
Maître de l'Onde qui a formé Will durant 25 ans dans les voies de l'ondulation et lui a finalement révélé qu'il ferait face à une mort horrible. Prévenu par lettre de la situation en Angleterre, il se rendra avec ses autres disciples, Dire et Straits, à Wind Knights pour aider Jojo. Après la bataille, Tonpetty est présent sur les quais avec Straits, Speedwagon et d'autres personnages pour dire adieu à Jonathan et Erina qui partent pour leur lune de miel.
Son nom provient du chanteur et guitariste américain Tom Petty.
Dire (ダイアー, Daiā) et Straits (ストレイツォ, Sutoreitso)
Voix japonaise : Taketora (en) (Dire) et Nobuo Tobita (Straits), voix française : Jean-Philippe Pertuit (Dire) et Vincent Vilain (Straits)
Dire et Straits sont deux manieurs d'Onde et disciples de Tonpetty. Dire meurt au cours du combat final entre Jonathan et Dio. Straits survie et revient dans la seconde partie, Battle Tendency.
Leur nom vient du groupe de rock Dire Straits.
Poco (ポコ, Poko)
Voix japonaise : Yumiko Kobayashi, voix française : Brigitte Lecordier
Poco est un jeune garçon qui vit dans le village de Wind knights. Après avoir vainement tenté de voler les héros, il les rejoindra. Il fera face à sa peur en entrant dans la salle où Tarkus et Jonathan Joestar combattaient, pour ouvrir la porte pour que Zeppeli puisse aider Jonathan. Dio Brando capturera plus tard sa sœur et Jonathan la sauvera de l'un de ses zombies, Doobie.
Son nom vient du groupe de rock américain des années 1970, Poco.

### Antagonistes
Dio Brando (ディオ・ブランドー, Dio Burandō)
Voix japonaise : Takehito Koyasu, voix française : Vincent Bonnasseau
Lorsque Dio était jeune, il a été adopté par George Joestar après la mort de son père, Dario. Mais bientôt, Dio pose des problèmes au fils de George Joestar, Jonathan. Dio fait tout ce qu'il peut pour briser l'esprit de Jonathan et de prendre sa place de "fils préféré", allant même jusqu'à tuer Danny, le chien de Jonathan. Dio est en mesure de gagner la confiance de George Joestar par tromperie (et aux frais de Jonathan). Si Dio semble être un garçon bien sous tous les rapports, il est un être aux ambitions démesurées et prêt à tout pour parvenir à ses fins. Calme et mesuré, il dissimule sa colère du mieux qu'il peut et la laisse échapper si quelque chose ne se déroule pas comme il l'a prévu. En devenant un vampire, il révèle sa véritable nature, celle du mal incarné. Il donnera, par exemple, sa parole à une jeune mère qu'aucun de ses zombies ne les tuera, elle et son bébé, avant de la transformer également (la jeune femme dévorera alors son enfant). Après avoir essuyé une première défaite, Dio développera ses pouvoirs et pourra geler les membres de ce quiconque le touche. En outre, il possède des capacités de régénérations, la possibilité de récupérer ses membres tranchés grâce à des tentacules internes ou de projeter un fluide par ses yeux.
Son patronyme provient du chanteur Ronnie James Dio et de l'acteur-réalisateur Marlon Brando.
Dario Brando (ダリオ・ブランドー, Dario Burandō)
Voix japonaise : Tadashi Miyazawa, voix française : Patrice Melennec
Dario Brando est le père de Dio. Un jour, Dario voit un accident de voiture et dépouille les cadavres à l'intérieur. Il rencontre George Joestar, qui pensait que Dario était venu le sauver. Son "bienfaiteur" lui demande de s'occuper de son fils en cas de décès et monte une auberge grâce à la bague du Lord. Mal gérée, il finit dans la misère, alcoolique et violent. Dio ne lui pardonna jamais d'avoir battu sa mère à mort et se vengea en lui inoculant un poison.
Wang Chan (ワンチェン, Wan Chen)
Voix japonaise : Hiroshi Naka, voix française : Gabriel Le Doze
Wang Chan est un apothicaire asiatique qui fournit à Dio le poison pour tuer George Joestar, le même qu'il a utilisé pour tuer son propre père, Dario, quelques années auparavant. En voyant les trois grains de beauté à l'oreille gauche du jeune homme, il lui prédit un grand avenir. En voulant récupéré le masque de pierre, il est transformé par Dio en zombie et devient son plus fidèle serviteur. Il aidera son maître à prendre le contrôle le corps de Jojo avant de mourir.
Le nom de Wang Chan vient du groupe pop-rock anglais des années 1980, Wang Chung.
Bruford (ブラフォード, Burafōdo) et Tarkus (タルカス, Tarukasu)
Voix japonaise : Kenjiro Tsuda, voix françaises : Constantin Pappas (Bruford) et Frédéric Souterelle (Tarkus) 
Bruford et Tarkus sont des zombies ressuscités par Dio pour combattre Jonathan, Zeppeli et Speedwagon. Des siècles auparavant, ils étaient partisans de Marie Stuart, et ont été décapités pour avoir tenté de se soulever contre Elizabeth I. Bruford est capable d'utiliser ses cheveux pour attaquer ou saisir ses ennemis avec son attaque "Danse Macabhair". Il est, en dépit d'être hanté par la vengeance, d'une âme noble, que Jonathan réveillera. Il remettra son épée à Jojo à la suite de leur affrontement, Luck (la Chance) devenu Pluck (le Courage). Tarkus est un chevalier aux capacités physiques incroyables qui manie une immense épée. Contrairement à son compagnon, sa transformation en zombie a exacerbé sa soif de sang et son plaisir de tuer. Il tuera Zeppeli et sera vaincu par Jojo.
Bruford tire son nom de Bill Bruford, membre des Anderson Bruford Wakeman Howe.
Tarkus est nommé d'après l'album Tarkus du groupe de rock progressif des années 1970 : Emerson, Lake & Palmer.
Jack l'éventreur (切り裂きジャック（ジャック・ザ・リパー）, Jakku Za Ripā)
Célèbre tueur en série de Londres, il deviendra plus tard l'un des serviteurs de Dio Brando en tant que zombie. Il affronte Jonathan et son groupe dans une grotte, alors qu'ils étaient en route pour le village de Wind knights. Après que Zeppeli lui ait porté un coup à la tête, Jack tente de s'échapper. Jonathan le poursuit et l'achève avec son attaque "Onde Overdrive".
Doobie l'étrange (怪人ドゥービー, Kaijin Dūbī)
Voix japonaise : Yuichi Ishigami
Doobie est un zombie qui sert Dio Brando. Sa tête est infestée de serpents. Jonathan le tue avant qu'il ait une chance de faire du mal à la grande sœur de Poco
Son nom vient des Doobie Brothers, groupe de rock américain des années 1970.
Page (ペイジ, Peiji), Jones (ジョーンズ, Jōnzu), Plant (プラント, Puranto) et Bonham (ボーンナム, Bōnnamu)
Page, Jones, Plant, et Bonham sont quatre zombies que Dio envoie afin de tuer l'équipe de Jonathan Joestar.
Ils sont nommés d'après Robert Plant, Jimmy Page, John Bonham et John Paul Jones, du groupe Led Zeppelin.

## Création de l'œuvre
En 1980, Hirohiko Araki (à l'époque, Toshiyuki Araki) remporta la seconde place du concours Tezuka avec son manga Poker Armé. L'histoire fut publiée dans le premier numéro du Shonen Jump de 1981 et attira l'attention sur l'aspirant mangaka. En 1983, Araki commence sa carrière dans le magazine en publiant Mashonen BT (BT le Garçon Malicieux) puis Baoh le visiteur de 1984 à 1985. Chacun de ses mangas porte en lui les prémices de ce qui deviendra son plus grand succès, Jojo's Bizarre Adventure.
Dans le dernier chapitre de Mashonen BT, le protagoniste met en fuite un squatteur et sa famille qui se sont installés chez l'un de ses amis. Cela n'est pas sans rappeler l'attitude de Dio qui tente de s'emparer de tout ce que chérit Jonathan. Dans Baoh, le héros développe ses pouvoirs après qu'une organisation secrète lui ait injectée un parasite mutant dans l'organisme.
Dans son livre Jump, L'Age d'Or du Manga, l'éditeur puis rédacteur en chef du Shonen Jump (jusqu'en 1993) Hiroki Gotô explique que cette diversité provenait de l'éditeur d'Araki, Ryôsuke Kabeshima. Ce dernier avait suivi des cours d'archéologie et d'histoire de l'Occident (un parcours atypique pour la profession d'éditeur) et poussa le jeune mangaka à créer une œuvre marginale au sein du magazine.
Le scénario de Phantom Blood est, de plus, largement inspiré des romans Dracula de Bram Stocker et A l'est d'Eden de John Steinbeck. On y trouve aussi des références à Salem de Stephen King et aux Misérables de Victor Hugo. La mise en scène est inspirée de films d'horreur et du giallo italien, ainsi que de dessins de mode d'Antonio Lopez. La vision des vampires dans ce manga est aussi influencée par le film gothique italien Le Masque du démon de Mario Bava et par la comédie horrifique Vampire, vous avez dit vampire ?, célèbre pour son ambiance "rock".
Ainsi, Araki décida de créer une œuvre se déroulant sur plusieurs époques et d'avoir un héros occidental à la place du héros traditionnel japonais. À l'époque, il s'agissait d'un choix risqué car cela était souvent synonyme d'échec.

## Liste des chapitres

### Version J'ai Lu
| no | Japonais       | Japonais      | Français        | Français      |
| no | Date de sortie | ISBN          | Date de sortie  | ISBN          |
| --- | -------------- | ------------- | --------------- | ------------- |
| 1 | 10 août 1987   | 4-08-851126-3 | 25 janvier 2002 | 9782290061244 |
| Titre du volume : Dio, l'envahisseur Couverture (de gauche à droite) : Dio Brando, Jonathan Joestar, Danny Dos : Jonathan JoestarListe des chapitres : - Ch. 1 : Dio, l'envahisseur - Ch. 2 : Un nouvel ami ! - Ch. 3 : Chère Erina - Ch. 4 : Un combat à remporter - Ch. 5 : Danny en flammes - Ch. 6 : La lettre surgie du passé - Ch. 7 : Serment pour un père - Ch. 8 : Le combat sur Ogre Street |                |               |                 |               |
| 2 | 8 janvier 1988 | 4-08-851127-1 | 20 février 2002 | 9782290061275 |
| Titre du volume : Soif de sang ! Couverture : Jonathan Joestar Dos : Dio BrandoListe des chapitres : - Ch. 9 : L'expérimentation du masque - Ch. 10 : Soif de sang ! - Ch. 11 : Transcender l'être humain ! - Ch. 12 : Les deux bagues - Ch. 13 : Un monstre immortel - Ch. 14 : L'attaque du mort-vivant - Ch. 15 : Mettre un terme à cette enfance ! - Ch. 16 : La déesse d'affection - Ch. 17 : Un visage familier |                |               |                 |               |
| 3 | 8 avril 1988   | 4-08-851128-X | 17 mars 2002    | 9782290317730 |
| Titre du volume : Les chevaliers noirs Couverture (de gauche à droite) : Jonathan Joestar, Dio Brando Dos : Will A. ZeppeliListe des chapitres : - Ch. 18 : Jack le maléfique et Zeppeli l'excentrique - Ch. 19 : Une énergie miraculeuse - Ch. 20 : Drame sur l'océan - Ch. 21 : La ville maudite - Ch. 22 : "Fais tienne la peur" - Ch. 23 : Le vent du nord et le viking - Ch. 24 : Invitation pour un piège - Ch. 25 : La puissance à glacer le sang du masque - Ch. 26 : Les chevaliers noirs - Ch. 27 : Des démons vengeurs surgis du passé |                |               |                 |               |
| 4 | 10 juin 1988   | 4-08-851129-8 | 19 avril 2002   | 9782290318041 |
| Titre du volume : Dans la salle du dragon à deux têtes Couverture : Jonathan Joestar Dos : Jonathan JoestarListe des chapitres : - Ch. 28 : Les braves des 77 anneaux - Ch. 29 : L'envoûtement du chevalier noir - Ch. 30 : Reposer en héros - Ch. 31 : Les ruines des chevaliers - Ch. 32 : Dans la salle du dragon à deux têtes - Ch. 33 : Le courage du lendemain - Ch. 34 : La prophétie du vieux maître - Ch. 35 : Assène ta colère ! - Ch. 36 : Le trio du lointain pays - Ch. 37 : Doobie, l'étrange                                       |                |               |                 |               |
| 5 | 10 août 1988   | 4-08-851130-1 | 22 mai 2002     | 9782290318232 |
| Titre du volume : La dernière Onde Couverture (de gauche à droite) : Jonathan Joestar, Dio Brando Dos : Joseph JoestarListe des chapitres : - Ch. 38 : Thunder Cross Split Attack - Ch. 39 : Combat sanglant ! JoJo & Dio - Ch. 40 : Fire and Ice ! - Ch. 41 : La fin du démon ! - Ch. 42 : Prélude à l'ouragan - Ch. 43 : La dernière Onde ! - Ch. 44 : Par-delà l'oubli - Ch. 45 : Le JoJo de New York (Battle Tendency) - Ch. 46 : La statue vivante (Battle Tendency) - Ch. 47 : Une douloureuse nouvelle (Battle Tendency)                   |                |               |                 |               |

### Version Tonkam
| no | Japonais       | Japonais      | Français          | Français          |
| no | Date de sortie | ISBN          | Date de sortie    | ISBN              |
| --- | -------------- | ------------- | ----------------- | ----------------- |
| 1 | 10 août 1987   | 4-08-851126-3 | 2 juillet 2014    | 978-2-7560-6103-0 |
| Dio, l'envahisseur Couverture (de gauche à droite) : Dio Brando, Jonathan Joestar, Danny Dos : Jonathan JoestarListe des chapitres : - Ch. 1 : Dio, l'envahisseur - Ch. 2 : Un nouvel ami ! - Ch. 3 : Erina, mon amour - Ch. 4 : Un combat impossible à perdre - Ch. 5 : Danny en feu - Ch. 6 : La lettre du passé - Ch. 7 : Serment paternel - Ch. 8 : Bataille à Ogre Street |                |               |                   |                   |
| 2 | 8 janvier 1988 | 4-08-851127-1 | 27 août 2014      | 978-2-7560-6181-8 |
| La soif de sang ! Couverture : Jonathan Joestar Dos : Dio BrandoListe des chapitres : - Ch. 9 : L'expérimentation du masque - Ch. 10 : La soif de sang ! - Ch. 11 : Au-delà du genre humain ! - Ch. 12 : Les deux bagues - Ch. 13 : Le monstre immortel - Ch. 14 : L'attaque du mort-vivant - Ch. 15 : Adieu, mon enfance - Ch. 16 : La déesse de l'amour - Ch. 17 : Un si doux souvenir |                |               |                   |                   |
| 3 | 8 avril 1988   | 4-08-851128-X | 24 septembre 2014 | 978-2-7560-6182-5 |
| Les chevaliers noirs Couverture (de gauche à droite) : Jonathan Joestar, Dio Brando Dos : Will A. ZeppeliListe des chapitres : - Ch. 18 : Jack le dément & l'étrange Zeppeli - Ch. 19 : Une énergie miraculeuse - Ch. 20 : Drame en haute mer - Ch. 21 : La ville maudite - Ch. 22 : Apprivoise ta peur - Ch. 23 : Le vent du nord et les vikings - Ch. 24 : Le guet-apens - Ch. 25 : La terreur glaçante du masque - Ch. 26 : Les chevaliers noirs - Ch. 27 : Les démons vengeurs du passé                  |                |               |                   |                   |
| 4 | 10 juin 1988   | 4-08-851129-8 | 15 octobre 2014   | 978-2-7560-6184-9 |
| La chambre du dragon bicéphale Couverture : Jonathan Joestar Dos : Jonathan JoestarListe des chapitres : - Ch. 28 : Le brave aux soixante-dix-sept anneaux - Ch. 29 : L'envoûtement du chevalier noir - Ch. 30 : Le repos du guerrier - Ch. 31 : Les vestiges des chevaliers - Ch. 32 : La chambre du dragon bicéphale - Ch. 33 : Le courage de demain - Ch. 34 : La prédiction du doyen - Ch. 35 : Frappe-le de toute ta colère ! - Ch. 36 : Trois voyageurs d'un pays lointain - Ch. 37 : Doobie l'étrange |                |               |                   |                   |
| 5 | 10 août 1988   | 4-08-851130-1 | 12 novembre 2014  | 978-2-7560-6553-3 |
| La dernière Onde ! Couverture (de gauche à droite) : Jonathan Joestar, Dio Brando Dos : Dio BrandoListe des chapitres : - Ch. 38 : Thunder Cross Split Attack - Ch. 39 : Une bataille sanglante ! JoJo & Dio - Ch. 40 : Fire & Ice ! - Ch. 41 : Les derniers instants du diable ! - Ch. 42 : Prélude à la tempête - Ch. 43 : La dernière Onde ! - Ch. 44 : Perdu dans l'oubli |                |               |                   |                   |

## Anime

### Film d'animation
Un film d'animation nommé JoJo's Bizarre Adventure: Phantom Blood a été annoncé en septembre 2006, et est sorti le 17 février 2007 au Japon pour célébrer le 20e anniversaire de Hirohiko Araki en tant que mangaka. Le thème song est Voodoo Kingdom du groupe Soul'd Out.

### Série télévisée
L'annonce de l'adaptation en série télévisée d'animation a été annoncée en juillet 2012. Le studio David Production est responsable de cette série animée avec Naokatsu Tsuda en tant que réalisateur. Sa diffusion a débuté le 5 octobre 2012 sur Tokyo MX, et s'est terminée le 30 novembre 2012 avec la diffusion du neuvième épisode.
Les neuf épisodes ont été édités en DVD et Blu-ray entre janvier et septembre 2013 et possèdent des sous-titres en anglais.

### Shueisha BOOKS
1. 1 2 3 4  Tome 1
2. 1 2 3 4  Tome 2
3. 1 2 3 4  Tome 3
4. 1 2 3 4  Tome 4
5. 1 2 3 4  Tome 5

### Éditions Tonkam
1. 1 2  Tome 1
2. 1 2  Tome 2
3. 1 2  Tome 3
4. 1 2  Tome 4
5. 1 2  Tome 5